# 埔里茄苳樹王公
23°57′31″N 120°58′01″E / 23.958733°N 120.967030°E
埔里茄苳樹王公，是位於臺灣南投縣埔里鎮同聲里、埔里興南宮旁的茄苳樹，被當地人視為神樹，亦看作埔里最老的樹。

## 樹況

### 早年環境
埔里鎮同聲里舊名為「茄苳腳」，得名於埔里茄苳樹王公。該樹周圍區域在日治時期為屬於居民許春成的農地，附近的杷城排洪道原先是一條野溪。因樹根系可吸取溪水氧氣，加上自行嫁接，讓此樹在埔里屹立多年。
許春成在樹旁設了一座土地祠，並供奉樹王公，自費鋪設一座竹管仔橋，後見來參拜者多，便將土地祠從半坪擴充成1坪大、竹管仔橋換成板仔橋。他與孫子許國慶曾目睹樹洞遭人縱火過。隨著時代變遷，原本在市郊位置的樹王公，周圍也蓋起了一排排的樓房。1980年代，許國慶邀請友人林木炎，向地方募集翻修土地祠，聘請何肇欽擔任設計監工，擴大為十坪大小，取名「興南宮」，通道也改為水泥橋。
1985年，興南宮管理委員會邀台灣大學農學士路統信幫估算樹齡。他測得樹高17公尺、直徑3.92公尺、周長12.3公尺，以鑽取樣本木條依年輪推算樹齡約為一千兩百多歲。

### 地主封閉
原先埔里茄苳樹王公有一樹洞，在日治時期就會有民眾躲在洞內聚賭，遭日本警察派人用土填滿。隨著大家樂、六合彩流行，外傳此廟土地公靈驗，賭徒就常此廟求明牌，久之，廟內成為賭場，樹下日夜聚滿各色人等，曾席開三十賭桌。當時香菸蓋過香火，地上布滿菸蒂、檳榔，夜半因賭輸錢而打架滋事的聲響傳遍鄰里，草屯一帶的不良分子們也聞風而至。此狀況讓埔里居民覺得丟臉，連家中的小孩都禁止往此樹去。
身兼興南宮監事的地主許國慶發現有相關人士在廟抽頭營利，於是1993年元宵節後，將廟以鐵絲圈住，同年2月25日又以水泥板牆隔絕外人、上鎖鐵門，只許農曆初一、十五開放給外人祭拜。但此舉招起民眾非議，與許國慶爭執的對方，更召開記者會，聲討地主封廟之舉。
因產權爭議、建物阻隔，想要看此老樹的人只能走進廟旁的水利地防火巷，隔著雜草叢生、垃圾滿地的空地遠觀。九二一地震後，樹身依然屹立，於是居民在樹旁立一塊刻有「老神在在」的石塊。2002年，鎮公所調查地區老樹，認定此樹為鎮內最老的樹。鎮代陳昭陽曾建議此樹應與對面中興大學實驗林地合併管理，成為發展觀光的文化財。鎮公所除納入列管外，也派人定期來老樹除草，並曾透過里長周文祺、鎮代陳昭陽和黃俊祥與許姓地主多次溝通，來獲得重新開放，包括以地易地等各種方法都嘗試過，但就是無法取得地主的認同。興南宮管委會原計畫購買樹地，但市價約達新台幣3000萬元，難以達成。
2008年報導，小花蔓澤蘭沿此樹鄰近荒廢的菜圃蔓延爬上樹身，引起樹冠日益稀疏。因樹身周邊雜亂，外圍繞起水泥板圍牆和菜園，另兩邊則是未完工的公寓廢墟，讓地方文史工作者黃炫星不忍，亟盼政府重視。

### 重新開放
2016年8月，魚池鄉民宿業主吳宗憲，去參觀埔里茄苳樹王公。他發現主幹內部不但中空碳化，木質腐朽、附生雀榕纏繞，加上鄰近建物使得樹冠、樹根難以伸展，金爐產生的熱氣讓一側樹葉乾枯，健康情況非常不佳，剛好遇上樹旁的民宿屋主求售，便斥資千萬買下建物。吳宗憲打掉原屋主留下的停車水泥地與車棚，開放圍牆鐵門，讓民眾能親近老樹。
2017年2月4日，當地的畫家們來此寫生。2018年6月，廟方管委會獲地主同意進行環境改善。同年8月初，中興大學教授劉東啟前來義診。他勘查後，診斷樹內部嚴重腐爛，只剩下外部約5公分的部位尚活，主因是棲地環境不佳，根部土壤又遭長期踏壓，須立即醫治。
興南宮管委會主委兼同聲里長周文棋表示，管委會護樹第一階段是改善棲地、拆除水泥設施，改種草皮，讓部區儘量避免人員進入踩踏，也將向福田樹木保育基金會爭取老樹醫治計畫。
2018年8月7日，當地舉行祈求救援祈福活動。金樹機構及慈善基金會董事長張福源也特地自台北南下，分別捐款25萬元、10萬元給興南宮及台灣老樹救援協會。張福源表示，現在最重要、刻不容緩的工作就是救樹，讓世世代代都能帶著自己的孩子回來探望樹王公。老樹救援協會自該日開始分階段醫療，先採高壓水刀機為硬化棲地通氣注水，讓樹正常呼吸與吸收營養，5年內也禁止修剪，避免內外交迫。
2019年6月7日，因台灣老樹救援協會發現樹況急轉直下，葉片明顯出現黃斑、大量掉落，找來劉東啟緊急會勘後，發現興南宮管委會所做的綠美化設施及樹下放置流動廁所的基礎，對老樹生命構成危害，加上5月又多雨，根部透氣、排水不良，積水腐爛，才會在短短數月內迅速衰弱。劉東啟表示後續搶救規模、難度將更甚於去年數倍。

## 信仰
相傳早年醫藥缺乏，小兒高燒採此樹葉搗汁服用即可見效，遂被被居民尊為救命樹。八七水災、八一水災，皆有居民攀上此樹而獲救。農曆八月，樹王公生日時，眾信徒與義子齊聚來慶生。一名不願具名的餐飲業退休的廖姓鎮民曾贈送10萬元做護樹基金，因他孩童時期身體不佳，特地至樹前祈求庇佑健康成長，後來以此還願。
當鎮公所想將杷城排洪道旁的多棵路樹移植時，台灣護樹團體聯盟及埔里在地的護樹人曾在2015年10月13日，到祭拜此樹王公的廟宇祈福。
對樹神的禮拜信仰，也成為臺灣民眾人文交流的基礎，像是此樹的信徒就會與名間茄苳神木公、里港茄苳尊王和後壠仔茄苳公的信眾舉辦元宵會香。樹王公會的會員每年都會互訪交流，如1996年9月18日晚間，台中樹王公分會就來興南宮舉行壽誕，次日舉行鎮座紀念日，各地分會也蒞臨參與進香儀式。